# TAG Heuer
Pour les articles homonymes, voir Heuer.
TAG Heuer est un fabricant suisse de montres de sport, de luxe et de chronographes de précision. 

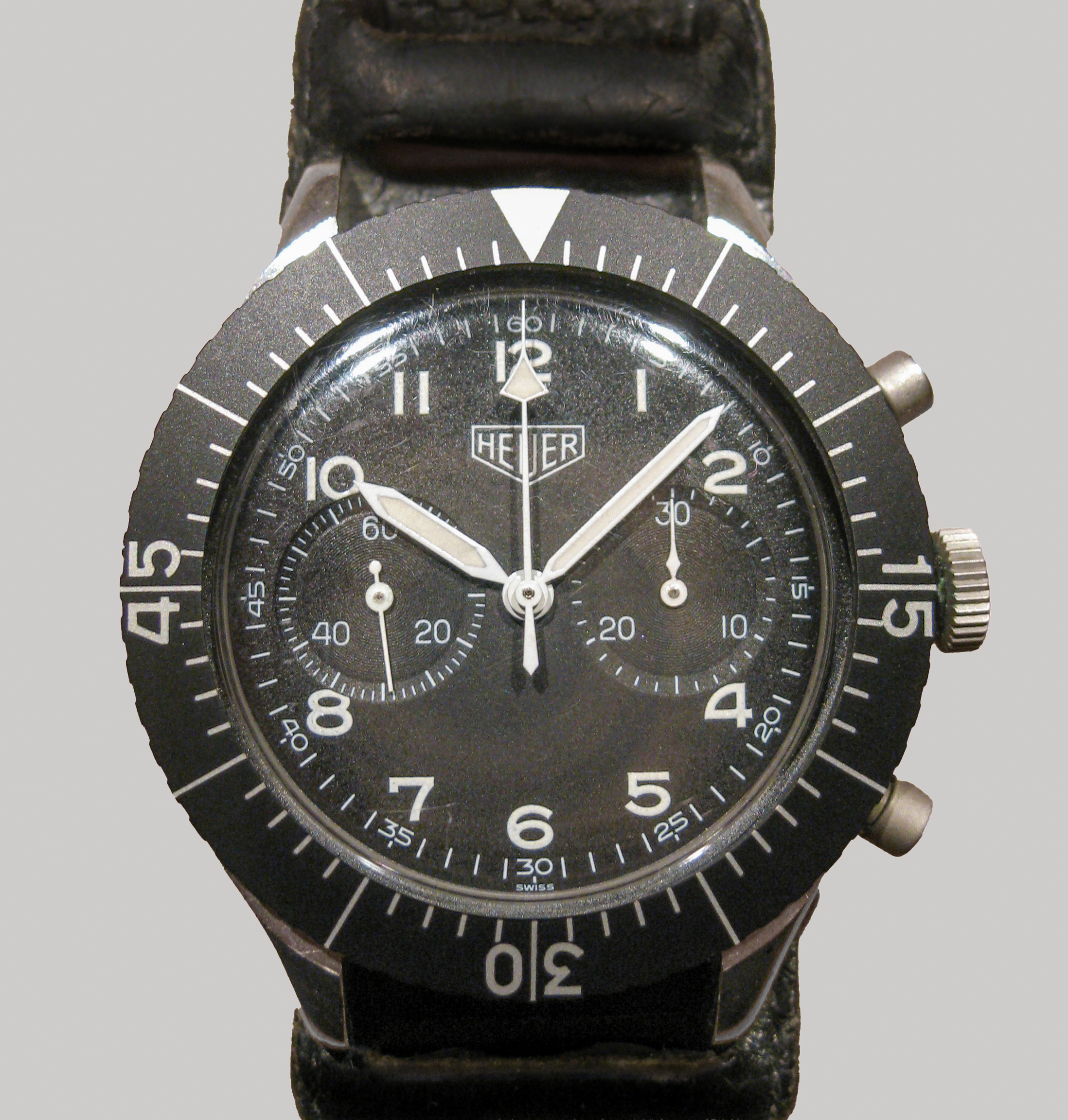
Heuer Fliegerchronograph (1967-1986)

L'entreprise est basée à La Chaux-de-Fonds (Suisse).
Elle fait partie du groupe LVMH depuis 1999 et n'est plus affiliée au Groupe TAG bien que le nom reste présent dans l'intitulé de la marque.

## Histoire

### XIXesiècle
L'entreprise est fondée par Édouard Heuer, fils de cordonnier, en 1860 à Saint-Imier, dans le Jura bernois en Suisse. À l’époque, toutes les montres se remontent à l’aide d’une clé. En 1869, deux ans après avoir transféré son atelier à Bienne, Édouard Heuer pose sa première invention brevetée : un remontoir à couronne autonome, sans clé.
En 1880, Édouard Heuer est le premier à fabriquer des chronographes en série. Très vite, Heuer se fait un nom dans la compétition sportive de haut niveau par un savoir-faire technique et de multiples brevets et innovations, comme le premier boîtier étanche en 1895. 
Édouard Heuer dépose le premier brevet pour un mécanisme de chronographe en 1882. En 1887, Heuer invente le pignon oscillant, qui est, aujourd'hui encore, la base de la majorité des chronographes vendus dans le monde. La maison reçoit une médaille d’argent lors de l'Exposition universelle de Paris de 1889 pour sa collection de chronographes de poche.

### Première moitié duXXesiècle
En 1892, Jules-Édouard et Charles-Auguste Heuer prennent la succession de leur père. 
En 1916, le Mikrograph, le Microsplit, le Semikrograph et le Semicrosplit sont créés, premiers compteurs mécaniques au monde précis au 1/100 et 1/50e de seconde. 
Ces chronomètres sont utilisés durant les Jeux olympiques d'Anvers, de Paris et d'Amsterdam. Des milliers de Mikrograph seront fabriqués durant cinquante ans, jusqu’à l’interruption de leur production en 1969.
À partir de 1928, Heuer mesure les premières courses de slalom, descente, puis de ski de vitesse, ainsi que les championnats du monde de bobsleigh à Caux.
En 1933, la maison commercialise le premier compteur de bord pour voitures et avions, l'Autavia (« AUTomobile » et « AVIAtion »). 
Avec le chronométrage des régates sur le lac Léman dans les années 1920, la voile est un secteur investi par l’entreprise. Ainsi est créé après la Seconde Guerre mondiale une montre maréographe (dérivée de la montre Solunar, elle est nommée « Seafarer » aux États-Unis) permettant aux pêcheurs de connaître le moment auquel les poissons se nourrissent.

### 1950-1979
En 1952, Jack Heuer présente un prototype du Slalom Timer à la Foire horlogère de Bâle. Il s’agit du chronographe à quartz précis au centième de seconde de la marque.
En 1955, Heuer lance le Twin-Time, un modèle GMT qui affiche deux fuseaux horaires simultanément.
En 1958, la compagnie présente son compteur de bord, le Rally-Master, composé d’une Master-Time (montre huit jours) et d’un Monte-Carlo (compteur de douze heures). L’année suivante, Hubert Heuer et son neveu Jack Heuer (fils de Charles-Edouard) fondent Heuer Time Corporation, une nouvelle succursale américaine basée à New York.
Le 20 février 1962, l'astronaute américain John Glenn porte un compteur Heuer quand il pilote le vaisseau spatial Mercury-Atlas 6 Friendship 7, lors de la première mission spatiale américaine habitée autour de la Terre. 
En 1964, Jack Heuer se consacre à sa passion pour le sport automobile et lance la montre Heuer Carrera, hommage à la Carrera Panamericana des années 1950. Cette montre sera portée par de nombreux pilotes de course et donne naissance à l'une des collections de la marque.

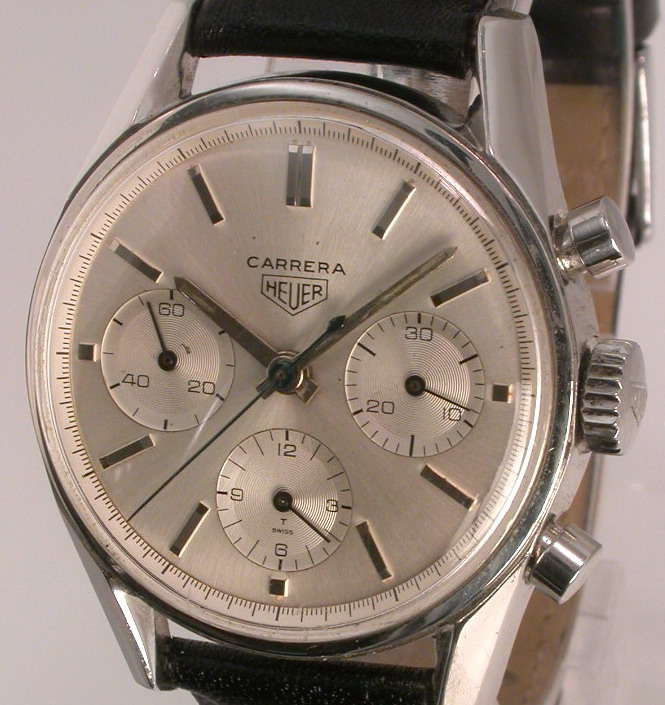
Heuer Carrera, modèle 2447S (1964)

L’année suivante, Jack Heuer introduit le Microtimer, premier instrument de chronométrage électronique miniaturisé, doté d’une précision au 1/1000 de seconde,. Heuer devient par ailleurs le fournisseur officiel de chronographes de l’équipe de l'Intrepid, qui gagne la Coupe de l'America en 1967.
Au début des années 1960, Jack Heuer conclut un accord avec Dubois Dépraz, Hamilton-Buren et Breitling pour créer un mouvement de chronographe automatique. Le nouveau Chronomatic Calibre 11 est lancé en 1969. Premier mouvement chronographe automatique avec micro-rotor, il équipera la Heuer Carrera et l'Autavia, mais aussi la Monaco. Ce chronographe automatique original, doté d’un boîtier carré étanche, entrera dans la légende au poignet de Steve McQueen dans le film Le Mans, tourné en 1970.
En 1971, Enzo Ferrari demande à Clay Regazzoni, le pilote suisse vainqueur du Grand Prix d'Italie 1970, de rechercher des instruments de chronométrage pour la course des 24 Heures du Mans. La technologie Heuer répond au cahier des charges, à l’exemple du Centigraph Le Mans, capable de mesurer et d’imprimer des temps avec une précision d’1/1000 de seconde. En tant que chronométreur officiel de Ferrari, de 1971 à 1979, l’entreprise Heuer joue un rôle essentiel dans la série de victoires remportée par l’écurie au championnat du monde. 

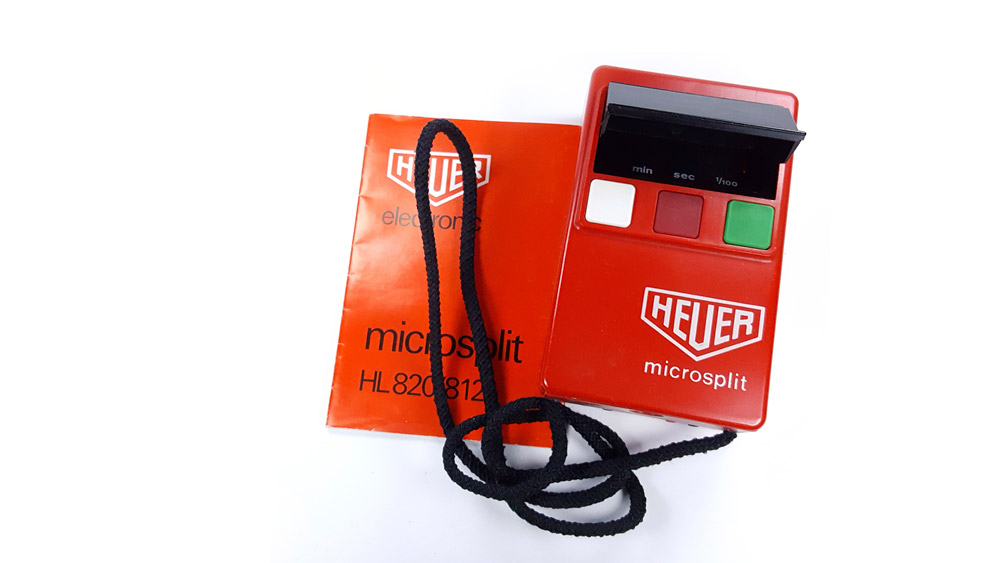
HEUER microsplit hl 820

L’année 1973 voit le lancement du Microsplit 820, le premier instrument de chronométrage électronique de poche précis au 1/100 de seconde[source insuffisante]. En 1975, Heuer lance le Chronosplit, le premier chronographe numérique de poignet avec double affichage LCD/LED[réf. nécessaire]. Le LCD, en haut, indique l’heure, et la LED indique le temps chronométré avec une précision au 1/10 de seconde. Enzo Ferrari commande personnellement quinze de ces modèles spéciaux pour Ferrari. D’autres clients célèbres suivent, comme Paul Newman. Deux années se sont à peine écoulées, et voilà que l’entreprise présente le premier chronographe muni d’un double affichage numérique analogique : le Chronosplit Manhattan GMT, prédécesseur du chronographe Kirium Formula 1[réf. nécessaire].

#### Monaco
Jack Heuer crée la Monaco en 1969. C'est alors un échec, sa forme essuyant les critiques. Portée, un peu par hasard, deux ans plus tard au poignet de Steve McQueen dans le film Le Mans, la montre devient « emblématique ». La Monaco comporte les technologies suivantes : premier boîtier carré étanche, premier chronographe mécanique à remontage automatique au monde avec le calibre 11 Chronomatic puis calibre 12 développé avec Dubois-Depraz, Breitling et Hamilton-Buren, première pièce de haute horlogerie mêlant le bleu et les angles alors que la mode est aux montres rondes, plates, plaquées or au cadran blanc. Elle fut relancée en 1998, puis en 2002, en 2009 à l’occasion de ses quarante ans, en 2011 puis en 2019 pour ses cinquante ans avec cinq modèles spécifiques en édition limitée.

### 1980-1999
En 1982 est lancée la série 2000. Elle comporte six caractéristiques essentielles : résistance à l'eau (étanchéité jusqu'à 200 mètres), lunette tournante unidirectionnelle, index et aiguilles luminescents, couronne vissée avec joint double pour assurer la résistance à l’eau, fermoir double sécurité et verre saphir anti-rayures. 
En 1984, Mike Birch, à bord de son Formule Tag, le premier catamaran en Kevlar et fibre de carbone, bat le record du monde de la plus grande distance naviguée en vingt-quatre heures. 
En 1985, Heuer, après avoir été racheté trois ans auparavant par Piaget, rejoint le Groupe TAG (Techniques d'avant garde), société spécialisée dans les techniques de pointe et propriétaire de l'écurie de Formule 1 McLaren. Akram Ojjeh, homme d’affaires saoudien (d'origine syrienne) et fondateur du Groupe TAG, est à l’origine de la renaissance de la marque horlogère helvétique TAG Heuer dans les années 1980. En 1985, Akram Ojjeh rachète Heuer. C’est ainsi que la société est rebaptisée « TAG Heuer » et qu’elle devient une filiale du Groupe TAG. 
TAG Heuer, s’associant avec McLaren, forme ce qui va devenir l'un des plus longs partenariats de l’histoire de la Formule 1. 
Lancée en 1987, la ligne S/el (Sport et élégance) propose un bracelet en forme de double S, appelé « link », qui appartient depuis lors aux codes de TAG Heuer. La S/el est le modèle favori d’Ayrton Senna, qui devient l’ambassadeur de la marque en 1988.
Fort désormais d'un actionnaire puissant, et à la suite de l'arrivée de Christian Viros en 1987 à la tête de l'horloger, TAG Heuer connaîtra à partir de 1988 une croissance soutenue pendant plusieurs années grâce à une politique commerciale offensive et un effort publicitaire important.
En 1989, TAG Heuer devient le chronométreur officiel de la coupe du monde de ski alpin aux États-Unis et au Canada. Dans les années 1990, le chiffre d'affaires est multiplié par cinq et constitue « la seconde vie de Tag Heuer ».
En 1991, la marque ajoute le circuit automobile d’Indianapolis à son palmarès et, en 1992, le championnat du monde, de Formule 1. Le chronométrage des courses de Formule 1 est contrôlé par un système de détection par satellite GPS assurant une précision au millionième de seconde. En 1995, TAG Heuer s’associe au skipper Chris Dickson pour participer à la coupe Louis Vuitton et atteindre les demi-finales.

### Années 2000: lesconcept-watches
En 1999, le groupe de luxe LVMH lance une OPA amicale sur tout le capital de la manufacture horlogère, qui est rachetée le 13 septembre 1999 pour la somme de 739 millions de dollars. Depuis cette date, TAG Heuer, propriété à 100 % du groupe LVMH, n’est donc plus coté en bourse et n’a plus aucun lien avec le Groupe TAG d’Akram Ojjeh.
En 1996, la société réintroduit la TAG Heuer Carrera, en 1998, la Monaco et, en 2001, la Monza. En 1999, elle présente sa série Link, une évolution du design S/el,. En 2003, ce sera le tour de l'Autavia – portée dans les années 1960 par le pilote suisse de Formule 1 Jo Siffert. Revues et modernisées par l’ajout de nouvelles fonctions, ces montres restent fidèles à l’esprit des pièces originales et à l’héritage de la marque.
En 2001, la Kirium Formula 1 est créée. Il s'agit d'une montre analogique alliant des fonctions de chronographe numérique à une précision au 1/100 de seconde. Cette même année, TAG Heuer devient chronométreur officiel des championnats du monde de ski alpin à Saint-Anton, en Autriche.
En 2002 apparait le Micrograph F1, descendant du Mikrograph de 1916 ; il est le premier chronographe poignet, automatique mécanique qui mesure les temps au 1/100 de seconde. Cette même année, la société sponsorise l’équipe Oracle BMW, avec Chris Dickson et Peter Holmberg, pour la Coupe de l'America. Pour commémorer ce partenariat, TAG Heuer offre aux fervents de courses nautiques une édition limitée du chronographe Link Searacer Oracle porté par les membres de l’équipe.
En 2004, l’entreprise devient le chronométreur officiel de l’Indy Racing League (IRL) et de l'Indianapolis 500. La même année, TAG Heuer lance à la Foire horlogère de Bâle une « concept watch » : la Monaco V4. Inspirée de l’héritage de la marque dans la course automobile (son nom est tiré des quatre barillets du mouvement reliés par un pont en forme de V, rappelant les cylindres d’un moteur de voiture de course), la Monaco V4 utilise une masse linéaire, des roulements à billes, et son mécanisme est entraîné par des courroies.
À peine un an après avoir été dévoilée à la Foire horlogère de Bâle, une autre « concept watch », la Monaco Sixty Nine, est produite à son tour. Première montre réversible munie d’un mouvement double[réf. nécessaire] (d’un côté, le cadran de la Monaco avec son mouvement mécanique à remontage manuel ; de l’autre, le cadran numérique du Microtimer, avec son mouvement à quartz précis au 1/1000 de seconde), elle remporte également le prix de « la Montre design » au Grand Prix d’Horlogerie de Genève[réf. nécessaire]. À la Foire horlogère de Bâle de 2005, TAG Heuer présente un garde-temps mécanique, le Calibre 360 Concept Chronograph. Il s’agit du premier chronographe-bracelet mécanique capable de mesurer et d’afficher le temps au 1/100 de seconde, grâce à la fréquence de son balancier oscillant à 360 000 alternances par heure, soit dix fois plus vite que tout autre chronographe. L’année suivante, TAG Heuer reçoit un « Red Dot Design Award » pour ce « concept chronograph » dont le mouvement est certifié chronomètre par le Contrôle officiel suisse des chronomètres (COSC). En 2006, TAG Heuer lance le nouveau « concept chronograph » Monaco Calibre 360 LS (Linear Second). Lancée la même année, l’édition limitée de la TAG Heuer Carrera Calibre 360 en or rose, une autre version du Calibre 360 Concept Chronograph, remporte le prix de la Montre sport au Grand Prix d’Horlogerie de Genève[réf. nécessaire].
Le 19 mars 2015 TAG Heuer annonce, à l’occasion du Baselworld, avoir scellé un partenariat avec Intel et Google pour créer une montre de luxe connectée. La TAG Heuer Carrera Connected est présentée au public à New York le 9 novembre 2015 en présence de Bernard Arnault, du président d'Intel Brian Kzranichet du vice président de Google David Singleton. Elle est commercialisée au prix de 1 400 euros.

#### Moteur de Formule 1 badgé «TAG Heuer»

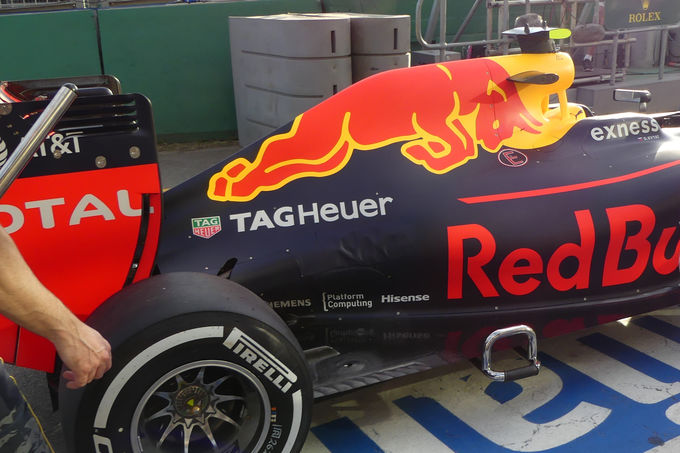
L'écurie de Formule 1 Red Bull Racing utilise des moteurs badgés « TAG Heuer » de 2016 à 2018.

Pour la saison de Formule 1 2016, le moteur hybride RE16 fourni par Renault à l'écurie Red Bull pour sa RB12 est badgé « TAG Heuer »,. Le moteur TAG Heuer signe sa première victoire avec le Néerlandais Max Verstappen au Grand Prix d'Espagne. L'Australien Daniel Ricciardo remportera également le Grand Prix de Malaisie et signera la première pole position du moteur TAG Heuer au Grand Prix de Monaco. L'équipe Red Bull-TAG Heuer termine deuxième du championnat du monde des constructeurs, derrière Mercedes Grand Prix.
C'est à nouveau un moteur badgé « TAG Heuer » qui équipe Red Bull Racing en 2017. Ricciardo s'impose en Azerbaïdjan, puis Verstappen en Malaisie et au Mexique. Red Bull-TAG Heuer termine troisième au classement constructeurs.
Enfin, en 2018, Red Bull-TAG Heuer signe quatre victoires (deux avec Ricciardo en Chine et à Monaco, et deux avec Verstappen en Autriche, fief de l'écurie Red Bull, et au Mexique) ainsi que deux poles positions réalisées par Ricciardo à Monaco et au Mexique (où les deux voitures autrichiennes monopolisent la première ligne). L'écurie conserve sa troisième place au championnat constructeurs. C'est la dernière saison de collaboration entre Red Bull et TAG Heuer, l'écurie autrichienne se tournant par la suite vers Honda.
Ainsi, en trois saisons et soixante-deux Grands Prix, l'association Red Bull-TAG Heuer a remporté neuf victoires et réalisé trois pole positions, treize meilleurs tours et quarante-deux podiums.

#### TAG Heuer Formula 1
Créée en 1986 et portée à l’époque par des pilotes automobiles comme Alain Prost ou Ayrton Senna (pilotes McLaren), la TAG Heuer Formula 1 comporte une lunette tournante unidirectionnelle noire, une couronne vissée et crantée, un verre saphir et un bracelet à double sécurité. Elle est étanche à 200 mètres. En 2010, une collection « Acier & Céramique » est proposée pour les femmes, avec ou sans diamants. 

#### Aquaracer
Née en 1982 sous le nom « 2000 », l'Aquaracer est l’une des montres TAG Heuer les plus vendues dans le monde. Le président américain Barack Obama en porte parfois une. Elle a été redessinée régulièrement depuis. Certains modèles sont étanches jusqu'à une profondeur de 500 mètres et dotés d’une valve à hélium automatique. Elle existe en quartz et en mécanique. Une nouvelle lunette dodécagonale sort en 2015.

#### Link
La Link,, est dessinée pour la première fois en 1987 et nommée à l’époque S/el comme « Sport/Elegance ». En 2010 TAG Heuer propose une extension de cette collection avec le lancement de la Link GMT dotée d’une lunette magnétique calculant le deuxième fuseau horaire, ainsi qu'un modèle féminin.

#### TAG Heuer Carrera et Grand Carrera
La Carrera est créée en 1964. Carrera signifie « course » en espagnol et évoque également la Carrera Panamericana courue pendant les années 1950 en Amérique centrale. En 2007, année de lancement d'une nouvelle collection de Grand Carrera,. En 2010, la Carrera se décline en version pour homme comme pour femme, en montre ou en chronographe et bénéficie de diverses « motorisations » : Calibre S Laptimer, Calibre 360, Calibre 17, etc. Pour les 150 ans de TAG Heuer, la Carrera est la première montre de la marque à recevoir le mouvement chronographe Calibre 1887 assemblé par TAG Heuer dans son usine de Chevenez.

## Entreprise

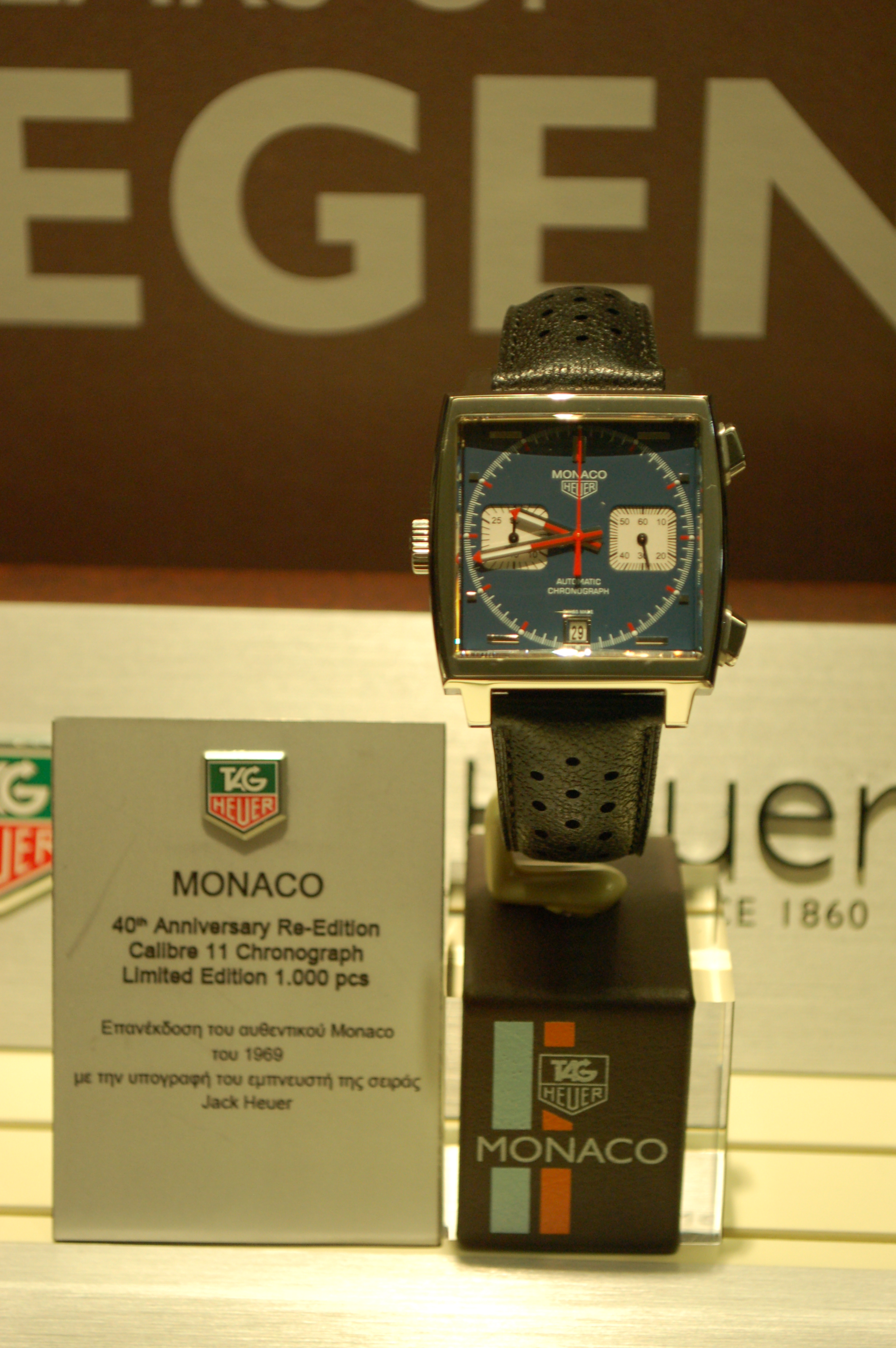
TAG Heuer Monaco, 40th Anniversary re-edition (2009)

Depuis 2001, TAG Heuer est parmi les leaders des montres sportives de prestige correspondant à la quatrième place sur le marché mondial des montres de luxe ainsi qu’à la première pour les chronographes haut de gamme, le chronographe mécanique étant l’une des plus grandes complications horlogères. TAG Heuer est présent dans plus de 120 pays et exerce un contrôle strict de son réseau de distribution international. La marque contrôle directement près de 85 % de ses ventes mondiales. 

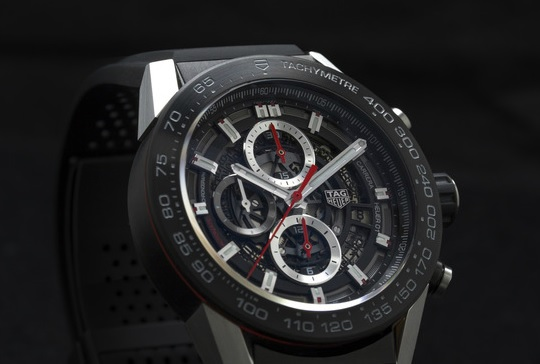
TAG Heuer Carrera - Heuer 01 (2015).

La fabrication en Suisse est majoritairement effectuée avec des mouvements suisses ETA en provenance du Swatch Group, d'autres venant des usines Sellita. Depuis 2010, TAG Heuer produit le Calibre 1887, un mouvement développé à partir d'un Seiko, Swiss made dans son usine dédiée à Chevenez. La marque reste la plus rentable du pôle horlogerie-joaillerie de LVMH, suivie par Bulgari et Hublot, avec plus de 700 000 exemplaires de montres vendus par an dans les années 2000.
En décembre 2014, Jean-Claude Biver, par ailleurs Président de la division Montres du groupe LVMH, est nommé PDG de TAG Heuer.
La marque reste étroitement liée au sport automobile (partenaire de l'écurie de Formule 1 McLaren de 1985 à 2015 entre autres), et à la maîtrise des temps infiniment petits (en 2006, lors de la Race of Champions, TAG Heuer mesure le plus petit écart de l'histoire du sport mondial : 2/10 000e de seconde en demi-finale). la marque a des partenariats divers dans le football avec Cristiano Ronaldo, dans le tennis avec Maria Sharapova, et les plus grands marathons, dans la musique électronique avec David Guetta, développant un style de vie (lifestyle) avec Cara Delevingne comme égérie. Son patrimoine, ses racines suisses sont aussi un élément fort de sa communication.

## Polémiques
En 2016, LVMH est accusé de condamner l'entreprise lunetière Logo de Morez (172 salariés) à la fermeture en refusant de renouveler les licences des marques Fred et TAG Heuer,,.